# Stegophiura macrarthra
Stegophiura macrarthra är en ormstjärneart som beskrevs av Hubert Lyman Clark 1915. Stegophiura macrarthra ingår i släktet Stegophiura och familjen fransormstjärnor. Inga underarter finns listade i Catalogue of Life.